# 何成洲
何成洲（1967年6月—），江苏淮安人，中国学者，挪威奥斯陆大学艺术学博士，现任南京大学艺术学院与南京大学外国语学院教授、博导，南京大学全球人文研究院院长，以及南京大学艺术学院院长。他的主要研究领域为戏剧与表演研究、艺术学理论、比较文学、跨文化研究、北欧文学、性别研究，以及21世纪批评理论。

## 主要工作经历
何成洲教授长期从事教学与科研工作。他于1992年9月至1997年7月在南京师范大学外文系任助理教授和讲师，并于2001年6月至2002年5月在挪威奥斯陆大学易卜生研究中心任研究人员。他于2002年9月被评为南京大学外国语学院副教授，并于2005年10月起晋升为南京大学外国语学院教授及博士生导师。2005年9月至2012年12月，何成洲教授先后担任南京大学人文社科高级研究院访问学者、院长助理，以及副院长。2009年3月至4月，何成洲教授作为杰出访问学者赴美国布朗大学交流，随后于同年5月至8月在德国哥廷根大学担任访问教授。2012年6月至8月，他受邀赴美国加州大学戴维斯分校讲授“中国流行文化”课程。2012年至2018年，他担任德国柏林自由大学国际戏剧研究中心研究员。2013年至2017年，何成洲教授担任南京大学－霍普金斯大学中美文化研究中心主任。 他于2017年11月出任南京大学艺术学院院长，并于2022年6月起担任南京大学全球人文研究院（苏州）院长。2023年起，何成洲教授担任柏林自由大学、汉诺威大学博士生第二导师。2024年至2025年，他担任英国南安普顿大学访问教授。

## 主要任职情况
何成洲教授任国际比较文学协会“经典阐释与比较文学分会会长（2023-）、国际比较文学学会执行委员会委员（2023- ）、中国比较文学学会副会长（2024-）、全国艺术学名词审定委员会委员（2024-）、江苏高校国际传播联合研究院学术委员会委员（2024-），以及江苏省比较文学学会会长（2016-）。他曾担任“国际易卜生委员会”主席（2009-2012），以及教育部高校艺术学理论类教学指导委员会副主任（2018-2024）。

## 主要学术兼职
2019年，何成洲教授应邀担任国际知名学术期刊New Theatre Quartlerly (A&HCI)的特约主编、国际知名学术期刊Orbis Litterarum(A&HCI)的编委及客座主编。2022年，何成洲教授担任CSSCI来源期刊《中国比较文学》的编委。2023年，何成洲教授担任CSSCI来源期刊《戏剧（中央戏剧学院学报）》的编委、博睿(Brill)出版社“Textxet:比较文学研究”书系(TSCL)主编，以及由SSCI收录期刊、欧洲科学院院刊European Review所推出跨媒介研究专辑的联合主编。2024年，何成洲教授担任CSSCI来源期刊《文学理论前沿》的主编，以及《艺术百家》编委。

## 主要荣誉及奖励
何成洲教授曾获多个国内外重要奖项，曾于2002年3月获挪威政府颁发的“易卜生奖章”、于2014年入选长江学者特聘教授，并于2015年当选欧洲科学院外籍院士。

## 主要学术成果
何成洲教授有广泛的国际学术影响力，曾在国内和国际学术刊物上发表中英文学术论文近百篇，并获得美国Wiley颁发的“2018-2019下载量最高的论文”证书。他出版了三部中英文专著，包括《易卜生与中国现代戏剧》（2004），《对话北欧经典》（2009），以及《表演性理论--文学与艺术研究的新方向》（2022）。此外，他曾担任《语境化中的人文学科话语》（2008）、《他者的再现：理论与方法》（2009）、《性别、理论与文化》（2010）、《全球化与跨文化戏剧》（2012）、《全球化视域下的当代外国文学研究》（2019）、《文学的事件》（2020）等多部中英文学术合集的主编，并曾出版三部译著。

## 主要科研活动
何成洲教授曾主持多个重要科研项目。他于2018年担任国家社科基金艺术学重大项目“当代欧美戏剧理论前沿问题研究”的首席专家，并于2020年担任国家社科基金艺术学重大项目“艺术学理论的跨媒介建构及其知识学研究”子课题“门类艺术的跨媒介研究”的负责人。他曾主持国家社科基金“中华外译”重点课题一项，江苏省应用研究重大课题重点委托项目一项、江苏省高等教育教改研究立项课题一项、南京大学“双一流”百层次重大项目一项，并在多个国际研究合作项目中担任中方主持人。
同时，何成洲教授也曾担任多项重要学术会议的负责人。他主办的国际学术会议包括第四届中国国际易卜生学术会议（2006）、国际“跨文化戏剧学术会议”（2012）、国际“中国性别研究”研讨会（2012）、国际“文学与操演性学术会议”（2014）、国际“跨国性别与媒体研讨会”（2017）、国际“文学的事件性学术研讨会（2017）、南京大学-剑桥大学全球人文论坛（2022），以及第15届国际易卜生大会（2024）等。他主办的国内学术会议包括南京大学“艺术的跨媒介研究”高端论坛（2022）、“表演性理论与跨学科研究”学术研讨会（2023），以及南京大学全球人文研究院揭牌仪式暨全球人文与中国自主知识体系建构国际学术研讨会（2023）等。除此之外，何成洲教授曾在欧洲科学院第30界年会（2018）、国际比较文学第22届年会（2019）、法国巴黎中国昆曲江苏周（2023）等重要场合发言，并曾在美国布朗大学、美国加州大学、德国哥廷根大学、挪威奥斯陆大学等多所国际知名高校发表演讲。